# Tannheim (Ausztria)
Tannheim település Ausztria tartományának, Tirol Reuttei járásában található. Területe 51,03 km², lakosainak száma 1 042 fő, népsűrűsége pedig 20 fő/km² (2014. január 1-jén). A település 1097 méteres tengerszint feletti magasságban helyezkedik el.

## A település részei
- Tannheim
- Berg
- Bogen
- Vilsalpsee
- Geist
- Innergschwend
- Kienzen
- Kienzerle
- Schmieden
- Untergschwend

## Népesség
| Lakosok száma | 771  | 670  | 661  | 799  | 1093 | 1096 | 1065 | 1042 | 1075 | 1132 |
|               | 1869 | 1910 | 1939 | 1981 | 2003 | 2006 | 2010 | 2014 | 2017 | 2021 |

## Fordítás
- Ez a szócikk részben vagy egészben  a   Tannheim, Tyrol című angol Wikipédia-szócikk ezen változatának fordításán alapul.  Az eredeti cikk szerkesztőit annak laptörténete sorolja fel. Ez a jelzés csupán a megfogalmazás eredetét és a szerzői jogokat jelzi, nem szolgál a cikkben szereplő információk forrásmegjelöléseként.